# Реповање
Реповање или реп (енгл. rapping или ) представља вокално извођење хип хоп музике (реп музике) које укључује риму, говор у ритму и брзо изговарање речи. Обично се изводи уз понављајући ритам или комплетну инструменталну пратњу. Иако је реп карактеристичан и везан највише за хип хоп музику, појављује се и раније као део хип хоп покрета. Особа која се бави реповањем зове се репер или ем-си (енгл. rapper или MC). Реп се разликује од поезије изговорене речи по томе што се обично изводи ван времена уз музичку пратњу. Реп као примарни састојак хип хоп музике, обично се повезује са тим жанром посебно; међутим, порекло репа претходи хип-хоп култури много година.
Претеча модерног репа су били западноафрички гриоти, одређени вокални стилови блуза, џеза, афроамеричке поезије 1960-их и Спрекгесанга. Једни од људи који су их преносили су били Мохамед Али и Џејмс Браун који је на концертима између песама остваривао контакт са публиком. Модерна употреба репа у популарној музици настала је у Бронксу, Њујорк, 1970-их, заједно са хип хоп жанром и културним покретом. Реп се развио из улоге водитеља церемоније (МЦ) на забавама унутар сцене. Они би охрабривали и забављали госте између ди-џеј сетова, који су еволуирали у дуже наступе.
Реп се обично испоручује у ритму, који обично даје ДЈ, турнтејблист, битбоксер или изводи а капела без пратње. Стилски, реп заузима сиву зону између говора, прозе, поезије и певања. Реч, која је претходила музичком облику, првобитно је значила „лагано ударити“, а сада се користи да опише брз говор или репарте. Реч се користила у британском енглеском од 16. века. Она је била део афроамеричког дијалекта енглеског језика 1960-их, што је значило „разговарати“, а врло брзо након тога у данашњој употреби као термин који означава музички стил. Данас је термин реп толико блиско повезан са хип-хоп музиком да многи писци користе те термине наизменично.

## Историја

### Етимологија и употреба
Енглески глагол rap има различита значења; ту спадају „ударати, посебно брзим, елегантним или лаганим ударцем“, као и „изговорити оштро или енергично: издати команду“. Краћи Оксфордски речник енглеског језика даје датум 1541. за прву забележену употребу речи са значењем „изговорити (нарочито заклетву) оштро, енергично или изненада“. Речник америчког сленга Вентворта и Флекснера даје значење „разговарати са неким, препознати или признати познанство са неким“, датирано 1932. године, и касније значење „разговарати, посебно на отворен и искрен начин“. То су значења из којих произилази музичка форма реповања, а ова дефиниција може произаћи из скраћења речи repartee.
Реп је коришћен за описивање разговора на плочама још 1971. године, на албуму Исака Хејса Black Moses са називима песама као што су „Ike's Rap”, „Ike's Rap II”, „Ike's Rap III”, итд. Хејсов „секси говорни 'репови' храпавог гласа постали су кључне компоненте у његовом препознатљивом звуку”. Дел Фанки Хомосејпијен на сличан начин наводи да се реп користио за стилски говор током раних 1970-их: „Рођен сам '72... у то време је реп значио, у суштини, да ли покушаваш да пренесеш нешто — да покушаваш да убедиш некога. То је реповање, то је у начину на који причаш."

### Корени
Реп се може пратити до његових афричких корена. Вековима пре него што је постојала хип-хоп музика, гриоти западне Африке су преносили приче ритмично, преко бубњева и ретке инструментације. Такве везе су признали многи модерни уметници, савремени „гриоти“, уметници изговорене речи, мејнстрим извори вести и академици. Реп текстови и музика су део „црног реторичког континуума”, настављајући прошле традиције експанзије кроз „креативну употребу језика и реторичких стилова и стратегија”.
Блуз, укорењен у радним песмама и спиритуалима ропства и под великим утицајем западноафричке музичке традиције, први су свирали црни Американци у време Прокламације о еманципацији. Блуз музичар/историчар Елајџа Волд, добитник Гремија, и други су тврдили да је блуз репован још током 1920-их. Волд је отишао толико далеко да је хип хоп назвао „живим блузом”. Значајан забележен пример реповања у блузу била је песма из 1950. „Gotta Let You Go“ Џоа Хила Луиса.
Џез, који се развио из блуза и других афроамеричких и европских музичких традиција и настао почетком 20. века, такође је утицао на хип хоп и наводи се као претеча хип хопа. Не само џез музика и текстови, већ и џез поезија. Према Џону Соболу, џез музичару и песнику који је написао Дигитопија Блуз, реп „има упадљиву сличност са еволуцијом џеза, стилски и формално“. Боксер Мухамед Али је очекивао елементе репа, често користећи шеме риме и поезију изговорених речи, како када је говорио смеће o боксу, тако и каd је изговарао политичку поезију ради свој активизма ван бокса, утирући пут за покрет The Last Poets из 1968, Гил Скот-Херона 1970. године, и појаву реп музике током 1970-их.

## Ток
Ток (енгл. flow) дефинише се као „ритмови и риме” текстова хип-хоп песме и начин на који они међусобно делују. Неки објашњавају ток када се паузе преливају у риму, схеме рима и ритам (познатији као каденца). Ток је једна од особености хип-хоп музике. Најкраће речено, то је када реповање, односно изговарање рима, „клизи” по матрици, и прати је тако да слушалац има осећај као да су речи и музика једно. Ток се понекад се такође користи да означи елементе испоруке (delivery; висине, тембара, јачина), иако се често прави разлика између тока и испоруке.